# 加瀬康之
加瀬 康之（かせ やすゆき、1971年3月14日 - ）は、日本の男性声優。東京都大田区出生、江戸川区出身。大沢事務所所属。

## 略歴
昔から人前で何かをするのが好きだった。小学校、中学校の「思い出のアルバム」を見ていた時、「うるさい」「目立ってた」と書いてあった。小学2年生の時に、学芸会をしており、その時、『竜の子太郎』をしていた。
役者になろうと自覚したのは、中学生の時、当時は舞台、声優の勉強を専門に教える学校が少なく、東京アナウンス学院を見に行ったところ、「高卒以上じゃないと入学できない」と言われた。普通の授業が嫌いで、高校に進学するのもイヤだったが、卒業しないと専門学校に入学できないことから、「芝居の勉強をするためのステップだ」と割り切ることにしていた。しかし普通の勉強はイヤで「それならいっそ専門的なことを勉強してやろう」と思い、工業高等学校に進学。
その後、東京アナウンス学院放送声優科卒業。1993年に江崎プロダクション付属養成所入所。1995年から2007年10月31日まではマウスプロモーションに所属していた。その後フリー期間を経て、2007年12月1日より大沢事務所に所属。
テレビアニメ『闘魔鬼神伝ONI』で初レギュラー。

## 人物
主に吹き替えでのキャリアに長けているが、アニメにも多く出演するなど幅広く活動している。洋画吹き替えではライアン・レイノルズやポール・ベタニー、レオナルド・ディカプリオ、クリス・エヴァンス、ジョシュ・スチュワートなどの声を主に務めている。
ライアン・レイノルズの吹き替えは『ウルヴァリン:X-MEN ZERO』で初担当。『デッドプール』で担当して以降は大半の作品で声を担当するようになり、「ライアン・レイノルズのお馴染みの声」として定着した。
レオナルド・ディカプリオの吹き替えは『シャッター アイランド』で初担当。初担当となった同作は「噂の超日本語吹替版」と評されるなど他の配役も含めて高い評価を得た。以降、大半の作品で吹き替えを担当するようになり、現在では「ディカプリオの吹き替えでお馴染みの加瀬」と表されるほどに定着している。
妹がいる。

## 出演
太字はメインキャラクター。

### テレビアニメ
1995年
- 闘魔鬼神伝ONI（綾人）
- バーチャファイター（黒道着B、スタッフ2）

1996年
- 赤ちゃんと僕（バイトA、フロントボーイ）
- 天空のエスカフローネ（部員C）
- 水色時代（柴崎の父、笹塚先生、男子生徒A、同級生A 他）

1997年
- CLAMP学園探偵団（警備員A、男性）
- バトルアスリーテス大運動会
- 剣風伝奇ベルセルク（1997年 - 1998年、団員A、兵士B、隊員B 他）

1998年
- Weiß kreuz（将人、山上慎二、若者、従業員A 他）
- タッチ Miss Lonely Yesterday あれから君は…（キャッチャー）

1999年
- 彼氏彼女の事情（男A）
- スーパードール★リカちゃん（マルク）
- 星界の紋章（キュア巡査部長）
- 星方天使エンジェルリンクス（セーカ）
- セラフィムコール（カメラマン）
- デビルマンレディー（A・D2、ヘリ操縦士）
- トラブルチョコレート（トリュフ）
- 名探偵コナン（1999年 - 2020年、車掌、隊員、スタッフ、佐々木、伴場頼太、加賀爪弘、武藤一誠）
- ルパン三世 愛のダ・カーポ〜FUJIKO'S Unlucky Days〜（スタッフ2）

2000年
- 陽だまりの樹（軍医B）
- ワイルドアームズ トワイライトヴェノム（係員）

2001年
- サイバーシックス（乗組員）
- 真・女神転生デビチル（キリン）
- スクライド（隊員、不良、部下、観客、村人、男）
- 星界の紋章II（乗員）
- タッチ CROSS ROAD〜風のゆくえ〜（審判）

2002年
- キャプテン翼（第3作）（ミューラー、マッツ、アウミージャ）
- 激闘!クラッシュギアTURBO（金龍乗）
- ドラゴンドライブ（レンジュ、隊長）
- パタパタ飛行船の冒険（ケラ・カラージュ）

2003年
- ガングレイヴ（2003年 - 2004年、ジョリス、デカルト手下A、黒服A、幹部）
- GetBackers-奪還屋-（マフィア）
- SUNRISE WORLD WAR Fromサンライズ英雄譚（ル・カイン、カムラン、バイマン）
- 獣兵衛忍風帖 龍宝玉篇（又右衛門）
- ストラトス・フォー（宮沢満天）
- NARUTO -ナルト-（カンクロウ）
- フルメタル・パニック? ふもっふ（不良A）
- 無人惑星サヴァイヴ（ファーロ）

2004年
- 神無月の巫女（ギロチ）
- 北へ。〜Diamond Dust Drops〜（唐黍十朗太）
- KURAU Phantom Memory（男）
- 忘却の旋律（わかだん）
- ボボボーボ・ボーボボ（メガファン）
- マーメイドメロディー ぴちぴちピッチ（柏木）
- 無人惑星サヴァイヴ（ファーロ）
- MEZZO -メゾ-（玲音）
- MONSTER（アイマー 他）

2005年
- うえきの法則（ボーロ・T）
- ギャラリーフェイク（ニンベン師 木戸）
- 今日からマ王!（2005年 - 2008年、クリステル） - 2シリーズ
- 金色のガッシュベル!!（マエストロ）
- 絶対少年（鏑木拓馬）
- トランスフォーマー ギャラクシーフォース（ファストエイド / ファストガンナー、テラシェーバー）

2006年
- エア・ギア（五所瓦風明）
- ガンパレード・オーケストラ（田島順一）
- 牙 -KIBA-（ケンプ）
- コードギアス 反逆のルルーシュ（2006年 - 2008年、キューエル・ソレイシィ、南佳高、クラウディオ・S・ダールトン 他） - 2シリーズ
- 落語天女おゆい（土方歳三）
- ロックマンエグゼBEAST+（入道露晴）

2007年
- シグルイ（本多正純）
- 蒼天の拳（宋全徳）
- DARKER THAN BLACK -黒の契約者-（ルイ）
- D.Gray-man（レニー）
- 東京魔人學園剣風帖 龖 第弐幕（壬生紅葉）
- NARUTO -ナルト- 疾風伝（カンクロウ）
- BLEACH（アシド / 狩能雅忘人）
- 魔人探偵脳噛ネウロ（真栗泰次）
- ロケットガール（ノーマン・ランドルフ）

2008年
- 一騎当千 シリーズ（2008年 - 2010年、華陀元化） - 2シリーズ
- イナズマイレブン（2008年 - 2012年、染岡竜吾、ゲイル、ダンテ・ディアブロ、老人、黒木善三） - 3シリーズ
- 機動戦士ガンダム00 セカンドシーズン（エミリオ・リビシ）
- 今日からマ王!（クリステル）
- 地獄少女 シリーズ（2008年 - 2017年、山岡誠次） - 2シリーズ
- ストライクウィッチーズ（青年）
- テレパシー少女 蘭（菅野章平）
- 夜桜四重奏 〜ヨザクラカルテット〜（2008年 - 2013年、観月獅堂） - 2シリーズ
- ロザリオとバンパイア（小壷奥人） - 2シリーズ
- ワールド・デストラクション 〜世界撲滅の六人〜（ジェード）
- ONE OUTS -ワンナウツ-（2008年 - 2009年、ジャック、山川、木之内、沢村）

2009年
- 黒神 The Animation（ベルンハルト）
- 蒼天航路（袁譚）
- ソウルイーター（エイボン）
- たまごっち!（2009年 - 2015年、スペイシーっち、ブラックハット、クジャック・ジャック 他） - 4シリーズ
- 鋼の錬金術師 FULLMETAL ALCHEMIST（ヘンリ・ダグラス）

2010年
- アイアンマン（エージェントC、コンピューター、職員、キャンサー）
- 侵略!イカ娘（ナレーション）
- FAIRY TAIL（2010年 - 2019年、シモン、ダン） - 3シリーズ
- RAINBOW-二舎六房の七人-（横山）

2012年
- 頭文字D Fifth Stage（2012年 - 2013年、久保英次）
- さんかれあ（若い団一郎）
- デュエル・マスターズ ビクトリーV（2012年 - 2013年、段田断、カビパン男）
- NARUTO -ナルト- SD ロック・リーの青春フルパワー忍伝（カンクロウ）

2013年
- カードファイト!! ヴァンガード シリーズ（2013年 - 2020年、那嘉神エル） - 5シリーズ
- 探検ドリランド -1000年の真宝-（幽玄兵ゼルガド）
- デュエル・マスターズ ビクトリーV3（五朗丸）

2014年
- ディスク・ウォーズ:アベンジャーズ（2014年 - 2015年、ソー、ジャーヴィス）
- ナノ・インベーダーズ（アレク）

2015年
- すべてがFになる THE PERFECT INSIDER（犀川創平）
- デュラララ!!×2（粟楠幹彌）

2016年
- 昭和元禄落語心中（2016年 - 2017年、ヤクザ兄貴、兄貴） - 2シリーズ
- ジョジョの奇妙な冒険 ダイヤモンドは砕けない（支倉未起隆）
- デュエル・マスターズ VSRF（段田断）
- 91Days（セルペンテ）
- 名探偵コナン コナンと海老蔵 歌舞伎十八番ミステリー（高橋均）

2017年
- チェインクロニクル 〜ヘクセイタスの閃〜（シルヴァ）
- 進撃の巨人（ゲルガー）
- マーベル フューチャー・アベンジャーズ（2017年 - 2018年、ソー） - 2シリーズ
- 100%パスカル先生（宮本、キングパスカル）
- 血界戦線 & BEYOND（ゲムネモ）

2018年
- ONE PIECE（2018年 - 2024年、モルガンズ）
- BORUTO-ボルト- NARUTO NEXT GENERATIONS（2018年 - 2019年、カンクロウ）
- イナズマイレブン アレスの天秤（2018年 - 2019年、万丈一道、染岡竜吾、マック・スクライド） - 2シリーズ
- Free!-Dive to the Future-（加藤数馬）
- バキ（木崎）
- グラゼニ（西河内）

2019年
- 聖闘士星矢 セインティア翔（オリオン座のリゲル）
- ポケットモンスター サン&ムーン（グズマ）
- 群青のマグメル（クヌリス）
- PSYCHO-PASS サイコパス 3（煇・ワシリー・イグナトフ）

2020年
- pet（林）

2021年
- 約束のネバーランド（ウィリアム・ミネルヴァ / ジェイムズ・ラートリー）
- 七つの大罪 憤怒の審判（魔神王メリオダス）
- ふしぎ駄菓子屋 銭天堂（長谷川大輝）
- RE-MAIN（清水秀樹）
- 平穏世代の韋駄天達（ジーサーティン）

2022年
- SPY×FAMILY（2022年 - 2023年、国家保安局中尉） - 3シリーズ
- 邪神ちゃんドロップキックX（魚住）
- オーバーロードIV（アズス・アインドラ）
- ゴールデンカムイ（関谷輪一郎）
- ヒューマンバグ大学 -不死学部不幸学科-（トーマス・プラトー）
- 転生したら剣でした（クルス）
- 不滅のあなたへ（2022年 - 2023年、カイ・レナルド・ロウル）

2023年
- REVENGER（鷹目の一八）
- 【推しの子】（2023年 - 2024年、五反田泰志） - 2シリーズ
- 政宗くんのリベンジR（フランク・ベッソン）
- 葬送のフリーレン（シュタルクの父）
- め組の大吾 救国のオレンジ（2023年 - 2024年、去年春樹）
- 16bitセンセーション ANOTHER LAYER（グレン・フォークナー）

2024年
- 烏は主を選ばない（今上陛下）
- 夜桜さんちの大作戦（仏山聖司）
- ラーメン赤猫（新谷光郎）
- 歴史に残る悪女になるぞ（エバンズ・ジョアン）

2025年
- 青の祓魔師 終夜篇（藤本）
- SAKAMOTO DAYS（ソンヒ）
- Übel Blatt〜ユーベルブラット〜（レベロント）
- 魔神創造伝ワタル（キリー）
- パズドラ（レクター）
- 未ル わたしのみらい（マリオ父）
- 宇宙人ムームー（デシマル）
- 中禅寺先生物怪講義録 先生が謎を解いてしまうから。（今川雅澄）
- まったく最近の探偵ときたら（美馬坂総也）
- フードコートで、また明日。（ゲームキャラ）
- Turkey!（野武士）

### 劇場アニメ
1995年
- KAZU&YASU ヒーロー誕生

2000年
- 名探偵コナン 瞳の中の暗殺者（友人A）

2004年
- DEAD LEAVES（運転手）

2005年
- あらしのよるに（ガリ）
- 劇場版 NARUTO -ナルト- 大激突!幻の地底遺跡だってばよ（カンクロウ）

2006年
- ゲド戦記（風の司）

2007年
- EX MACHINA（義経）

2009年
- 劇場版 NARUTO -ナルト- 疾風伝 火の意志を継ぐ者（カンクロウ）
- テイルズ オブ ヴェスペリア 〜The First Strike〜（ユルギス）

2010年
- 劇場版イナズマイレブン 最強軍団オーガ襲来（染岡竜吾）
- マルドゥック・スクランブル 圧縮（警官）

2011年
- 鬼神伝（碓井貞光）
- 劇場版 NARUTO -ナルト- 炎の中忍試験! ナルトVS木ノ葉丸!!（カンクロウ）

2012年
- 劇場版イナズマイレブンGO vs ダンボール戦機W（染岡竜吾）

2015年
- 攻殻機動隊 新劇場版（養護施設の管理人）

2016年
- ポケモン・ザ・ムービーXY&Z ボルケニオンと機巧のマギアナ（ドーガ）

2017年
- 映画 たまごっち ヒミツのおとどけ大作戦!（スペイシーっち）
- コードギアス 反逆のルルーシュ I - III（2017年 - 2018年、南佳高） - 3部作

2019年
- ONE PIECE STAMPEDE（モルガンズ）

2023年
- 劇場版 PSYCHO-PASS サイコパス PROVIDENCE（煇・ワシリー・イグナトフ）
- 劇場版 SPY×FAMILY CODE: White（国家保安局中尉）

2024年
- 映画 イナズマイレブン総集編 伝説のキックオフ（染岡竜吾）
- 劇場版 イナズマイレブン 新たなる英雄たちの序章（嵐大佑）

### OVA
1996年
- 今日から俺は!!（男B）
- 銀河英雄伝説
- 魔法使いTai!（生徒）

1997年
- サクラ大戦 桜華絢爛（隊員）
- 同窓会 Yesterday Once More（遠藤進）
- 真奈美&ナミ スプライト（大貫）
- 竜機伝承（帝国兵A）

2001年
- KIZUNA -絆- 恋のから騒ぎ（田村）

2004年
- HUNTER×HUNTER G・I Final（カズツール）

2005年
- ストリートファイターALPHAジェネレーション（リュウ）

2007年
- 最遊記RELOAD -burial-（鷭里）

2009年
- 聖闘士星矢 THE LOST CANVAS 冥王神話（エトヴァルト）

2010年
- 鋼の錬金術師 FULLMETAL ALCHEMIST「それもまた彼の戦場」（ヒースクリフ・アーブ）

2013年
- アイアンマン：ライズ・オブ・テクノヴォア（J.A.R.V.I.S）

2016年
- ストライク・ザ・ブラッド（2016年 - 2022年、暁牙城） - 4シリーズ

2018年
- イナズマイレブン Reloaded（染岡竜吾）
- 岸辺露伴は動かない エピソード#02 六壁坂（支倉未起隆） - コミックス第2巻アニメDVD同梱版

2024年
- コードギアス 奪還のロゼ（ヴァルター・リントシュテット）

### Webアニメ
2010年代
- イナズマイレブン アウターコード（2016年 - 2017年、目深宗司、染岡竜吾、万丈一道）
- ポケモンジェネレーションズ（2016年、捜査官）
- HERO MASK（2018年、ジェームズ・ブラッド）
- ケンガンアシュラ（2019年、若槻武士） - 2シリーズ

2020年代
- ハレルヤ -運命の選択-（2020年、深町）
- サイバーパンク エッジランナーズ（2022年、ファルコ）
- Fate/Grand Order 藤丸立香はわからない（2023年、坂本龍馬）
- GREAT PRETENDER razbliuto（2024年、王）
- T・Pぼん（2024年、ゲイラ） - 2シリーズ

### ゲーム
1996年
- ガーディアンヒーローズ（王国兵士、ゴールデンシルバー）

1998年
- サクラ大戦2 〜君、死にたもうことなかれ〜（群集）
- 戦国美少女絵巻 空を斬る!!（土蓮、衣笠 宗蔵）
- 東京魔人學園剣風帖（緋勇龍麻、九角天童、壬生紅葉 他）
- NOëL3（ディアス〈レイ・デュカキス〉）

2000年
- サンライズ英雄譚R（マ・クベ）

2001年
- サンライズ英雄譚2（ル・カイン）

2002年
- 此花2〜届かないレクイエム〜（三石信太郎）
- 東京魔人學園外法帖（緋勇龍斗、九角天戒、壬生霜葉 他）

2003年
- 侍道2（主人公〈青年〉）
- SUNRISE WORLD WAR Fromサンライズ英雄譚（ル・カイン、カムラン、バイマン）
- 超時空要塞マクロス（エディ・ユーティライネン）
- NARUTO -ナルト- 激闘忍者大戦!2（カンクロウ）
- NARUTO -ナルト- ナルティメットヒーロー（カンクロウ）

2004年
- アドバンスガーディアンヒーローズ（ソルジャー）
- 九龍妖魔學園紀（取手鎌治、喪部銛矢）
- 3年B組金八先生 伝説の教壇に立て!（塩見慶一郎）
- スーパーロボット大戦GC（ポセイダル兵）
- 東京魔人學園外法帖血風録（緋勇龍斗、九角天戒、壬生霜葉 他）
- NARUTO -ナルト- 激闘忍者大戦!3（カンクロウ）
- NARUTO -ナルト- ナルティメットヒーロー2（カンクロウ）
- ファントムダスト（エドガー）
- 双恋 -フタコイ-（天道）
- 放課後のLove Beat（氷室薫）

2005年
- Another Century's Episode（ル・カイン）
- エウレカセブン TR1:NEW WAVE（ペズ・ウェルズ）
- 金色のガッシュベル!! 友情タッグバトル2（マエストロ）
- スター・ウォーズ リパブリック・コマンド（CT-01/425 アドバイザー）
- 第3次スーパーロボット大戦α 終焉の銀河へ（トウマ・カノウ）
- Twelve〜戦国封神伝〜（ランマル、タダマス、コウケイ、ワドウ、ギミッツ）
- NARUTO -ナルト- 激闘忍者大戦!4（カンクロウ）
- 風雲 幕末伝（勝海舟）
- 紅忍 血河の舞（善三）

2006年
- Another Century's Episode 2（ル・カイン）
- うえきの法則 倒すぜロベルト十団!!（ボーロ・T）
- エウレカセブン TR2:NEW VISION（ペズ・ウェルズ）
- ガンパレード・オーケストラ 青の章 〜光の海から手紙を送ります〜（田島順一）
- スーパーロボット大戦XO（ポセイダル兵）
- NARUTO -ナルト- 最強忍者大結集4 DS（カンクロウ）
- ファイナルファンタジーXII（ラスラ・ヘイオス・ナブラディア）

2007年
- CRYSIS（ジェスター、兵士、パイロット）
- NARUTO -ナルト- 疾風伝 激闘忍者大戦!EX（カンクロウ）
- NARUTO -ナルト- 疾風伝 激闘忍者大戦!EX2（カンクロウ）
- NARUTO -ナルト- 疾風伝 最強忍者大結集5 決戦!“暁”（カンクロウ）
- NARUTO -ナルト- 疾風伝 ナルティメットアクセル2（カンクロウ）
- RISE FROM LAIR（ロン）

2008年
- イナズマイレブンシリーズ（2008年 - 2010年、染岡竜吾） - 3作品
- BioShock
- コードギアス 反逆のルルーシュ LOST COLORS（南佳高、キューエル・ソレイシィ）
- 侍道3（雪園）
- テイルズ オブ ヴェスペリア（ボディーガード）
- テイルズ オブ シンフォニア -ラタトスクの騎士-（レイソル）
- NARUTO -ナルト- 疾風伝 激闘忍者大戦!EX3（カンクロウ）
- 花宵ロマネスク 愛と哀しみ－それは君のためのアリア（桜沢響）
- レインボーシックス ベガス 2（デニス・コーエン）

2009年
- 天誅 4（橘百兵衛）
- NARUTO -ナルト- ナルティメットストーム（カンクロウ）
- NARUTO -ナルト- 疾風伝 ナルティメットアクセル3（カンクロウ）
- ファイナルファンタジーXIII（リグディ）
- H.A.W.X.

2010年
- NARUTO -ナルト- ナルティメットストーム2（カンクロウ）
- NARUTO -ナルト- 疾風伝 激闘忍者大戦!SPECIAL（カンクロウ）
- ラブルートゼロ KissKiss☆ラビリンス（西岡輝政）
- MASSIVE ACTION GAME

2011年
- Another Century's Episode Portable（ル・カイン）
- イナズマイレブン ストライカーズ（2011年 - 2012年、染岡竜吾、万丈一道、アレス、ウォルター・マウンテン、ジニスキー、ダンデ、ダンテ・ディアブロ） - 3作品
- イナズマイレブンGO シャイン/ダーク（安守地春、染岡竜吾、黒木善三）
- 第2次スーパーロボット大戦Z 破界篇（キューエル・ソレイシィ）

2012年
- アサシン クリード III レディ リバティ（シェラール・ブラン）
- Kinect スター・ウォーズ（オビ＝ワン・ケノービ）
- 第2次スーパーロボット大戦OG（トウマ・カノウ）
- NARUTO -ナルト- 疾風伝 ナルティメットストームジェネレーション（カンクロウ）

2013年
- Unlight（レオン）
- ジョジョの奇妙な冒険 オールスターバトル（ファニー・ヴァレンタイン）
- スーパーロボット大戦Operation Extend（ポセイダル兵）
- テイルズ オブ シンフォニア ユニゾナントパック（レイソル）
- NARUTO -ナルト- 疾風伝 ナルティメットストーム3（カンクロウ）

2014年
- NARUTO -ナルト- 疾風伝 ナルティメットストームレボリューション（カンクロウ）
- ジ・エルダー・スクロールズ・オンライン（ヴィベク）
- 魔都紅色幽撃隊（音江友清）

2015年
- ジョジョの奇妙な冒険 アイズオブヘブン（ファニー・ヴァレンタイン）
- ブレイブリーセカンド（ジャン・アンガルド）
- バトルフィールド ハードライン（ニック・メンドーサ）

2016年
- スーパーロボット大戦OG ムーン・デュエラーズ（トウマ・カノウ）
- NARUTO -ナルト- 疾風伝 ナルティメットストーム4（カンクロウ）

2017年
- GRAVITY DAZE 2/重力的眩暈完結編:上層への帰還の果て、彼女の内宇宙に収斂した選択（ヴォゴ）
- 仁王（雑賀孫一）

2018年
- 進撃の巨人2（ゲルガー、主人公・男・タイプ10）
- ゼノブレイド2（ハナバスター）
- ゼノブレイド2 黄金の国イーラ（ゼッタ）
- Fate/Grand Order（2018年 - 2023年、坂本龍馬）

2019年
- 北斗の拳 LEGENDS ReVIVE（リュウガ）
- VARIOUS DAYLIFE（メルハード・マルロ）
- グランブルーファンタジー（2019年 - 2024年、プロトジョヤ / ジョイ、メレアガンス） - 2作品

2020年
- 仁王2（雑賀孫一）
- ファイナルファンタジーVII リメイク（ジョニー）
- ジョジョのピタパタポップ（支倉未起隆）
- 東京放課後サモナーズ（シヴァ、ビッグフット）

2021年
- テイルズ オブ アライズ（2021年 - 2023年、テュオハリム・イルルケリス）
- 真・女神転生V（ラフム）

2022年
- テイルズ オブ ザ レイズ（2022年 - 2023年、テュオハリム）
- サンクタス戦記-GYEE-（アドニス）
- コードギアス 反逆のルルーシュ ロストストーリーズ（2022年 - 2023年、南佳高、キューエル・ソレイシィ）
- ファイアーエムブレム無双 風花雪月（エルヴィン＝フリッツ＝グロスタール）
- ジョジョの奇妙な冒険 オールスターバトルR（ファニー・ヴァレンタイン）

2023年
- 聖剣伝説 ECHOES of MANA（マーシー）
- アーマード・コアVI ファイアーズオブルビコン（Ⅴ.Ⅳ ラスティ）

2024年
- ファイナルファンタジーVII リバース（ジョニー）
- 真・女神転生V Vengeance（ラフム）

### ドラマCD
- AZ（猟師）
- アークザラッドIII マーシアの決意（研究員）
- アニメ店長（自衛隊隊員、売人）
- イナズマイレブン キャラクターソング オリジナルアルバム（染岡竜吾）
- イナズマオールスターズ×TPKキャラクターソングアルバム「マジで感謝! 」（染岡竜吾）
- 君さえいれば…（井沢）
- ストリートファイターZERO シリーズ
- ストリートファイターZERO2外伝 さくら・もっとも危ない女子高生（男子生徒1、男子生徒4、本堂）
- ストリートファイターZERO2 外伝II さくら・もっとも危ない文化祭（不良1、三年生2）
- 創竜伝（研究員）
- 停電少女と羽蟲のオーケストラ 第四楽章：棺（梔）
- 東京魔人學園月紅伝（壬生紅葉）
- 東京魔人學園退魔陣（遠野柊）
- 東京魔人學園剣風帖外伝 妖都鎮魂歌 Tokyo requiem（壬生紅葉）
- 花宵ロマネスク シリーズ（桜沢響）
  - 花宵ロマネスク 罪の果実と僕と羽
  - 花宵ロマネスク かなしいミルクティー
- 劇場アニメ「テイルズ オブ ヴェスペリア〜The First Strike〜」ドラマCD（ユルギス）
  - みんなのぷちロマ劇場 第二巻
  - キャラクターCD 囁き〜Whisper of wind
- ラブルートゼロ シリーズ（西岡輝政）
  - ラブルートゼロ 失恋と嘘、迷子な僕ら。
  - ラブルートゼロ Do you love me? ラブ√1/2
  - ラブルートゼロ サヨナラと言えない僕らは…
  - ラブルートゼロ Do you wanna kiss me? ラブ√1/3

### BLCD
- WEST END（城の人間A）

### ラジオドラマ
- ファイナルファンタジータクティクスアドバンス（シド・ランデル）

### デジタルコミック
- デブとラブと過ちと!（2022年、前園弘樹）

### 吹き替え

#### 担当俳優
アーロン・ポール
- ウエストワールド（ケイレブ・ニコルス）
- ニード・フォー・スピード（トビー・マーシャル）
- ブラック・ミラー シーズン6 #3（クリフ）
- ラスト・ハウス・オン・ザ・レフト -鮮血の美学-（フランシス）

クリス・エヴァンス
- 運命の元カレ（コリン）
- エクスタシー（シド）
- gifted/ギフテッド（フランク・アドラー）
- ジェイコブを守るため（アンディ・バーバー）
- PUSH 光と闇の能力者（ニック・ガント）
- ペイン・ハスラーズ（ピート・ブレナー）
- 私がクマにキレた理由（ハーバード・ホッティ）

コ・ス
- 高地戦（キム・スヒョク中尉）
- 天命の城（ソ・ナルセ）
- ラスト・プリンセス 大韓帝国最後の皇女（イ・ウ王子）

ジェームズ・フランコ
- ゼロヴィル: ハリウッドに憑かれた男（バイカー）
- 食べて、祈って、恋をして（デヴィッド・ピッコロ）
- 127時間（アーロン・ラルストン）
- フューチャーワールド（ウォーロード）
- ミルク（スコット・スミス）

ジェレミー・レナー
- エヴァの告白（オーランド / エミール）
- ハート・ロッカー（ウィリアム・ジェームズ一等軍曹）
- メッセージ（イアン・ドネリー）

ジョシュ・スチュワート
- クリミナル・マインド FBI行動分析課（ウィリアム・ラモンテーン・Jr）
- GRIMM/グリム シーズン2 #7（ビル・グレンジャー）
- ダークナイト ライジング（バーサッド）
- Dirt（ホルト・マクラレン）
- ボビーZ（モンク）

ディエゴ・ルナ
- 思い出で綴る物語（マテオ）
- キャシアン・アンドー（キャシアン・アンドー）
- ローグ・ワン/スター・ウォーズ・ストーリー（キャシアン・アンドー）

ベン・フォスター
- アルファ・ドッグ 破滅へのカウントダウン（ジェイク・マズルスキー）
- ガルヴェストン（ロイ・ケイディ）
- パンドラム（バウアー伍長）
- ローン・サバイバー（マシュー・アクセルソン二等兵曹）

ポール・ベタニー
- ダ・ヴィンチ・コード（シラス）※劇場公開版
- ツーリスト（ジョン・アチソン警部）
- プリースト（プリースト）
- マーベル・シネマティック・ユニバース
  - アイアンマン（J.A.R.V.I.S.）※劇場公開版
  - アイアンマン2（J.A.R.V.I.S.）※劇場公開版
  - アベンジャーズ（J.A.R.V.I.S.）
  - アイアンマン3（J.A.R.V.I.S.）
  - アベンジャーズ/エイジ・オブ・ウルトロン（J.A.R.V.I.S. / ヴィジョン）
  - シビル・ウォー/キャプテン・アメリカ（ヴィジョン）
  - アベンジャーズ/インフィニティ・ウォー（ヴィジョン）
  - ワンダヴィジョン（ヴィジョン）
  - ホワット・イフ...?（ヴィジョン、ジャーヴィス）

ライアン・ゴズリング
- L.A. ギャング ストーリー（ジェリー・ウーターズ巡査部長）
- ハーフネルソン（ダン・デューン）
- ブレードランナー 2049（K / ジョー）

ライアン・レイノルズ
- アダム&アダム（アダム・リード）
- X-MENシリーズ（ウェイド・ウィルソン / デッドプール）
  - ウルヴァリン:X-MEN ZERO
  - デッドプール
  - デッドプール2
  - デッドプール2のおとぎばなし
  - デッドプール&ウルヴァリン

- 6アンダーグラウンド（ワン）
- デンジャラス・ラン（マット・ウェストン）※BSジャパン版
- ヒットマンズ・ボディガード（マイケル・ブライス）※ソフト版
  - ヒットマンズ・ワイフズ・ボディガード

- Formula 1: 栄光のグランプリ（本人）
- フリー・ガイ（ガイ）
- ブルー きみは大丈夫（カル）
- ライフ（ローリー・アダムス）
- レッド・ノーティス（ノーラン）
- ワイルド・スピード/スーパーコンボ（ロック）

レオナルド・ディカプリオ
- ウルフ・オブ・ウォールストリート（ジョーダン・ベルフォート）
- ギャング・オブ・ニューヨーク（アムステルダム・ヴァロン）※VOD版
- キラーズ・オブ・ザ・フラワームーン（アーネスト・バークハート）
- シャッター アイランド（テディ・ダニエルズ）
- ジャンゴ 繋がれざる者（カルビン・キャンディ）
- 地球が壊れる前に〜ディカプリオの黙示録〜（本人）
- レヴェナント: 蘇えりし者（ヒュー・グラス）
- ワンス・アポン・ア・タイム・イン・ハリウッド（リック・ダルトン）

#### 映画
- アーマード 武装地帯（エクハート〈マイロ・ヴィンティミリア〉）
- アイ・アム・ナンバー4（ジョン・スミス / ナンバー4〈アレックス・ペティファー〉）
- アイ・カム・ウィズ・ザ・レイン（メンジー〈ショーン・ユー〉）
- アイ・スパイ（パーシー〈テイト・テイラー〉、研究員、警備員、スクーターの男、ズータムの手下）
- アイ・フィール・プリティ! 人生最高のハプニング（グラント・ルクレア〈トム・ホッパー〉[83]）
- アトラクション 制圧（チョーマ〈アレクサンドル・ペトロフ〉）
  - アトラクション 侵略
- アナトミー2（スヴェニー・プー）
- アメリカン・ピーチパイ（デューク〈チャニング・テイタム〉）
- アメリカン・ミー（若き日のJ.D.）
- アルティメット（レイト〈ダヴィッド・ベル〉）
- アルティメット2 マッスル・ネバー・ダイ（レイト〈ダヴィッド・ベル〉）
- アンダーカヴァー（ボビー・グリーン〈ホアキン・フェニックス〉）
- アンリミテッド（カム〈テイラー・ロートナー〉）
- イザベル・アジャーニの惑い（アドルフ〈スタニスラス・メラール〉）
- 1911（張振武〈ジェイシー・チャン〉）
- 1%のハンデ（ルーク・ノーラン）
- インターステラー（トム〈ケイシー・アフレック〉）
- インビクタス/負けざる者たち（フランソワ・ピナール〈マット・デイモン〉）
- インファナル・アフェア 無間序曲（ヤン〈ショーン・ユー〉）※ソフト版
- インモータルズ -神々の戦い-（スタブロス〈スティーヴン・ドーフ〉[84]）
- ヴィレッジ（ルシアス・ハント〈ホアキン・フェニックス〉）※日本テレビ版
- ウォーク・ザ・ライン/君につづく道（ドンゼル）
- 美しき運命の傷痕（セバスチャン・フロレ〈ギヨーム・カネ〉）
- エアベンダー（ジャオ司令官〈アーシフ・マンドヴィ〉）
- 8 Mile（ジミー・スミスJr.〈エミネム〉）
- 英雄の条件（ヘイズ・ホッジス三世〈ニッキー・カット〉）※フジテレビ版
- エネミー・オブ・アメリカ（ヴァン〈ボディ・エルフマン〉）※ソフト版
- F1/エフワン（チップ・ハート〈シェー・ウィガム〉[85]）
- エリシャ・カスバートのラブ・ゲーム（ロン）
- L.A.コンフィデンシャル（ルイス・フォンテイン〈サリム・グラント〉、巡査）※フジテレビ版
- エンジェルス2（ケニー・カーナー）
- オール・ザ・キングスメン（ジャック・バーデン〈ジュード・ロウ〉）
- オールド・ルーキー（ジョエル）
- オフロでGO!!!!! タイムマシンはジェット式（ブレイン〈セバスチャン・スタン〉）
- 終わりで始まりの4日間（アンドリュー・ラージマン〈ザック・ブラフ〉）
- オン・ザ・ハイウェイ その夜、86分（アイヴァン・ロック〈トム・ハーディ〉）
- ガールファイト（レイ・コルテス）
- カリートの道 暗黒街の抗争（カリート・ブリガンテ〈ジェイ・ヘルナンデス〉）
- 華麗なるギャツビー（ニック・キャラウェイ〈トビー・マグワイア〉[86]）
- カレの嘘と彼女のヒミツ（ラッパーボーイ・テイ）
- ガンズ・アンド・バレット（ジェイ〈アンドリュー・ハワード〉）
- ギャザリング（ダン・ブレイクリー〈ヨアン・グリフィズ〉）
- キャプテン・ウルフ（ウッディ・ウッドチャック店のマネージャー）
- キリング・ゲーム（デヴィッド・ロード〈ケラン・ラッツ〉）
- キング 罪の王（エルヴィス・バルデレス〈ガエル・ガルシア・ベルナル〉）
- グッバイ・モロッコ（ヘニング〈ケヴィン・マクキッド〉）
- グリーン・インフェルノ（アレハンドロ〈アリエル・レビ〉）
- クリミナル・サイト 〜運命の暗殺者〜（マイケル〈ボビー・カナヴェイル〉）
- クルーエル・インテンションズ3
- ケープタウン（ダン・フレッチャー〈コンラッド・ケンプ〉）
- 恋の方程式 あなたのハートにクリック2（ケヴィン〈マット・デイモン〉、ビル）
- ゴッド・ギャンブラー/東京極道賭博（ドラゴン〈ニック・チョン〉）
- ゴッド・ギャンブラー/賭侠復活（ドラゴン〈ニック・チョン〉）
- ゴッド・ギャンブラー/ラスベガス大作戦（ドラゴン〈ニック・チョン〉）
- コレリ大尉のマンドリン
- 最終目的地（オマー・ラザギ〈オマー・メトワリー〉）
- サバービコン 仮面を被った街（ガードナー・ロッジ〈マット・デイモン〉）
- サハラに舞う羽根（トム・ウィロビー〈ルパート・ペンリー＝ジョーンズ〉）※ソフト版
- ザ・ブリード/NIGHT WORLD（ジンクス）
- ザ・プロテクター（ベンジャミン・マイヤーズ〈スティーヴン・ロード〉）
- ザ・ロック（バイクの少年）※日本テレビ版
- 三国志（関興）
- 三国志（鄧芝〈アンディ・オン〉）
- シェアハウス・ウィズ・ヴァンパイア（ディーコン〈ジョナサン・ブラフ〉）
- ジャーヘッド -36時間-（ローナン・ジャクソン〈デヴォン・サワ〉）
- ジュラシック・ワールド（ヘンリー・ウー博士〈B・D・ウォン〉[87]）※ザ・シネマ版
- Shopgirl/恋の商品価値（ジェレミー〈ジェイソン・シュワルツマン〉）
- 死霊のはらわた（スコット〈ハル・デルリッチ〉）
- 親愛なるきみへ（ランディ・ウェルチ〈スコット・ポーター〉）
- 新宿インシデント（若き日のティエトウ）
- スーパークロス（K・C・カーライル〈スティーヴ・ハウィー〉）
- スカイ・ハイ（ラッシュ）
- スキャンダル（レジー）
- スター・ウォーズシリーズ
  - スター・ウォーズ エピソード1/ファントム・メナス（OWO-1）
  - スター・ウォーズ エピソード3/シスの復讐
  - スター・ウォーズ エピソード4/新たなる希望（タンブリス中尉、ストームトルーパー）※日本テレビ版
- スターリングラード 史上最大の市街戦（チュヴァノフ〈ドミトリー・リセンコフ〉）
- スタンド・バイ・ミー（エース・メリル〈キーファー・サザーランド〉）※BD版
- ストップ・ロス/戦火の逃亡者（ブランドン・キング〈ライアン・フィリップ〉）
- ストリート・オブ・ファイヤー（ピート）※VOD版
- スパニッシュ・アパートメント（アレッサンドロ）
- SPUN スパン（エンジェル〈ニコラス・ゴンザレス〉）
- スピーシーズ3 禁断の種（ヘイスティングス）
- 300 〈スリーハンドレッド〉（アスティノス〈トム・ウィズダム〉）
- スリー・ビルボード（ディクソン〈サム・ロックウェル〉）
- 聖杯たちの騎士（リック〈クリスチャン・ベール〉）
- 西部戦線異状なし（ポール・バウマー〈リュー・エアーズ〉）※BD版
- 世界でいちばん不運で幸せな私（ジュリアン〈ギヨーム・カネ〉）
- センチュリオン（クイントゥス・ディアス〈マイケル・ファスベンダー〉）
- ソーシャル・ネットワーク（ディヴィヤ・ナレンドラ〈マックス・ミンゲラ〉）
- ターミネーター（パンクのリーダー〈ビル・パクストン〉）※テレビ東京版
- ダイアリー・オブ・ザ・デッド（ジェイソン〈ジョシュア・クローズ〉）
- タイド・オブ・ウォー（ディジー・マローン潜航士官）
- タイピスト!（ボブ・テイラー）
- TIME/タイム（レイモンド・レオン〈キリアン・マーフィー〉[88]）※スターチャンネル版
- TAXi ダイヤモンド・ミッション（シルヴァン・マロ〈フランク・ガスタンビド〉[89]）
- チェイシング・リバティ（ベン・コールダー〈マシュー・グッド〉）
- チェイス・ヴァニッシャー（デューク〈ブライアン・ジェラティ〉）
- 地下に潜む怪人（パピヨン〈フランソワ・シヴィル〉）
- 沈黙の激突（アルーン〈アダム・クローズデル〉）
- 沈黙の戦艦 ※テレビ朝日版
- ディア・エヴァン・ハンセン（ハワード校長）
- ディアボリカル（ニック〈アルジュン・グプタ〉）
- ティコ・ムーン（コンスタンチン・マクビー）
- デッド・メアリー 鮮血浴（マット）
- デトネーター（ディミトル・イリンカ）※ソフト版
- デビル ※日本テレビ版
- 天国からの奇跡（ケヴィン・ビーム〈マーティン・ヘンダーソン〉）
- 天使VS悪魔（オズワルド・ヴァルガス捜査官）
- Dr.チョッパー（ジミー）
- 閉ざされた森（パイク〈テイ・ディグス〉）
- トップガン（クーガー〈ジョン・ストックウェル〉）※テレビ東京版
- トップガン マーヴェリック（サイクロン〈ジョン・ハム〉[90]）
- ドラッグストア・カウボーイ（デヴィッド）
- トラッシュ! -この街が輝く日まで-（ジョゼ・アンジェロ〈ヴァグネル・モウラ〉）
- トランザム7000VS激突パトカー軍団（リトル・イーノス〈ポール・ウィリアムズ〉）※ソフト版
- トランザム7000 PART3（リトル・イーノス〈ポール・ウィリアムズ〉）
- ドリーマーズ（テオ〈ルイ・ガレル〉）
- トロイ（パトロクロス〈ギャレット・ヘドランド〉）※劇場公開版
- 2月の夏（ギルバート・エヴァンス〈ダン・スティーヴンス〉）
- 2番目のキス（トロイ）
- ニューイヤーズ・イブ（ランディ〈アシュトン・カッチャー〉）
- 人魚姫（タコ兄〈ショウ・ルオ〉）
- ネメシス・ゲーム（デニス・レヴェニー〈ブレンダン・フェア〉）
- ノーカントリー（ウェンデル保安官助手〈ギャレット・ディラハント〉）
- ノクターナル・アニマルズ/夜の獣たち（トニー・ヘイスティングス / エドワード・シェフィールド〈ジェイク・ジレンホール〉）
- ノトーリアス・B.I.G.（D・ロック〈デニス・LA・ホワイト〉）
- NOLA ニューヨークの歌声（ウェンディ、マイク・フランダース）
- バーバーショップ（リッキー・ナッシュ〈マイケル・イーリー〉）
- パープル・バタフライ（シンシアの兄）
- ハイスクール白書 優等生ギャルに気をつけろ!（デレク）
- パイレーツ・オブ・カリビアン/生命の泉（スクラム〈スティーヴン・グレアム〉）
- パイレーツ・オブ・カリビアン/最後の海賊（スクラム〈スティーヴン・グレアム〉）
- 裸足のトンカ（シリル）
- 8月の誘惑（グリフィス〈リス・エヴァンス〉）
- バック・トゥ・ザ・フューチャーシリーズ
  - バック・トゥ・ザ・フューチャー（ジョージ・マクフライ〈クリスピン・グローヴァー〉）※BSジャパン版
  - バック・トゥ・ザ・フューチャー PART2（ジョージ・マクフライ〈ジェフリー・ウェイスマン〉）※BSジャパン版
  - バック・トゥ・ザ・フューチャー PART3（タネンの手下〈クリストファー・ワイン〉、ジョージ・マクフライ〈ジェフリー・ウェイスマン〉）※BSジャパン版
- ハムナプトラ3 呪われた皇帝の秘宝（アレックス・オコーネル〈ルーク・フォード〉[91]）※フジテレビ版
- ハリウッド的殺人事件（K・ロー）
- パリス・ヒルトン in HOLLYWOOD☆SCANDAL（オーウェン・ピードマン〈ジェイソン・ミューズ）
- パルス（ジョシュ・オックマン〈ジョナサン・タッカー〉）
- ピート・ザ・チキン/僕は超人気セレブ!（ドウェイン・ディル）
- ヒッチャー（ジム・ハルジー〈ザカリー・ナイトン〉）
- ビバリーヒルズ・チワワ2（サム・コルテス〈マーカス・コロマ〉）
- ヒューゴの不思議な発明（ヒューゴの父〈ジュード・ロウ〉）
- フィアー・ドット・コム（ディーター・シュレーダー〈マティアス・シュヴァイクホファー〉）
- フィフス・エレメント（デヴィッド）※テレビ朝日版
- フォーチュン・クッキー（ウォーターズ）
- 不屈の男 アンブロークン（フランシス・“マック”・マクナマラ〈フィン・ウィットロック〉）
- ブライト（カンドメア〈エドガー・ラミレス〉）
- プライマー（エイブ・ターガー）
- ブラックアダム（イシュマエル・グレゴール〈マーワン・ケンザリ〉[92]）
- プラダを着た悪魔（ネイト〈エイドリアン・グレニアー〉[93]）※日本テレビ版
- ブラック・バタフライ（ジャック〈ジョナサン・リース＝マイヤーズ〉）
- ブラック・ビューティー（ヘンリー・ゴードン）
- ブラック・ボックス 〜記憶の罠〜（アルチュール・セリグマン〈ジョゼ・ガルシア〉）
- BULLY ブリー（デレク・カーフマン〈レオ・フィッツパトリック〉）
- ブルー・カラー/怒りのはみだし労働者ども（ボビー・ジョー〈エド・ベグリー・ジュニア〉）
- フレンチ・コネクション 史上最強の麻薬戦争（ル・フー〈ブノワ・マジメル〉）
- プロヴァンスの贈りもの（ケニー〈レイフ・スポール〉）※機内上映版
- フロム・ダスク・ティル・ドーン（セス・ゲッコー〈ジョージ・クルーニー〉）※VOD版
- ベッキー、キレる（ダリル〈ショーン・ウィリアム・スコット〉[94]）
- HELP!おたすけエイリアンズ（スコット・シュライブナー）
- ヘルプ 〜心がつなぐストーリー〜（ジョニー・フット〈マイク・ヴォーゲル〉）
- BONES ボーンズ（モーリス）
- ホステージ（デニス・ケリー〈ジョナサン・タッカー〉）※ソフト版
- ボブ・クレイン 快楽を知ったTVスター（リチャード・ドーソン〈マイケル・E・ロジャース〉）
- ポルノヒーロー オーガズモ（デイヴ〈マット・ストーン〉）
- マーダー・ライド・ショー（ビル・ハドレー〈レイン・ウィルソン〉、ジェリー・オーバー）
- マザーレス・ブルックリン（ライオネル・エスログ〈エドワード・ノートン〉）
- ミスティック・リバー（ピート〈ジョナサン・トーゴ〉）
- ミッシング（フィル・パットナム領事〈デヴィッド・クレノン〉）※ソフト版
- ミッドウェイ（ディック・ベスト大尉〈エド・スクライン〉[95]）
- ミリオンダラー・ベイビー（ショーレル・ベリー〈アンソニー・マッキー〉）※ソフト版、（J・D・フィッツジェラルド〈マーカス・チェスト〉）※テレビ東京版
- みんな元気（ロバート〈サム・ロックウェル〉）
- みんな誰かの愛しい人（セバスチアン）
- 女神の見えざる手（ロバート・フォード〈ジェイク・レイシー〉）
- MEG ザ・モンスターズ2（ジウミン〈ウー・ジン〉[96]）
- メデジン 麻薬カルテルをぶっ潰せ!（スタン）
- メモリー・キーパーの娘（青年時代のポール）
- メン・イン・ブラック（ジェンセン〈ケント・フォールコン〉）※ソフト版
- モーヴァン（ポール）
- モ'・ベター・ブルース（レフト・ハンド・レーシー〈ジャンカルロ・エスポジート〉）
- U-571（アンソニー・マゾラ〈エリク・パラディーノ〉）※テレビ朝日旧録版
- 遊星からの物体X ファーストコンタクト（アダム・フィンチ〈エリック・クリスチャン・オルセン〉）
- ユニバーサル・ソルジャー/ザ・リターン（医師）
- ライオン・キング（カマリ〈キーガン＝マイケル・キー〉[97]）
- ラヴレース（チャック・トレイナー〈ピーター・サースガード〉）
- ラストキス（イジー〈マイケル・ウェストン〉）
- ラストゲーム（シップ・ロジャース）
- ラストサマー3（コルビー〈デヴィッド・パートコー〉）
- 落下の王国 -The Fall-（ロイ・ウォーカー / 黒山賊〈リー・ペイス〉）
- リクルート（アラン〈ケネス・ミッチェル〉）
- 理想の女（ロバート・ウィンダミア）
- ルパン三世（マイケル・リー〈ジェリー・イェン〉）
- レーザーホーク（ローチ）
- レイルロード・タイガー（ルイ〈ジェイシー・チャン〉[98]）
- ロード・トリップ パパは誰にも止められない!（ドニー〈マイケル・ランデス〉）
- ロスト・フューチャー（サヴァン〈コリー・セヴィエール〉）

#### ドラマ
- iCarly（ティーボー〈ブーギー〉）
- アウトキャスト（カイル・バーンズ〈パトリック・フュジット〉）
- アガサ・クリスティー ミス・マープル
  - 無実はさいなむ（ジャッコ・アーガイル〈バーン・ゴーマン〉）
  - 終わりなき夜に生まれつく（ロビー・ヘイマン〈アナイリン・バーナード〉）
- アンフォゲッタブル 完全記憶捜査 #12（ロン・パパス弁護士〈アルバート・ジョーンズ〉）、#12,#13,#16,#19（スティーヴ・チオッフィ・Jr.〈ジャクソン・ハースト〉）
- ER緊急救命室（ダマー）
- イ・サン（チョン・フギョム〈鄭厚謙〉〈チョ・ヨヌ〉）
- イップ・マン（イップ・マン〈ケビン・チェン〉）
- インスティンクト -異常犯罪捜査- #10（チャールズ・“チャーリー”・パヴリック〈ブライアン・エイヴァース〉）
- ヴァンパイア・ダイアリーズ（ステファン・サルバトーレ〈ポール・ウェズレイ〉）
- SF起源 タイムゲイト（セドリック・ギバン教授）
- NCIS: ニューオーリンズ（クリストファー・“クリス”・ラサール〈ルーカス・ブラック〉）
- NCIS 〜ネイビー犯罪捜査班 シーズン7 #23,#24（ジェイソン・ポール・ディーン〈ディラン・ブルーノ〉）
- ELVIS エルヴィス（チャーリー・ホッジス）
- LA's FINEST/ロサンゼルス捜査官（ベン・ウォーカー〈ザック・ギルフォード〉[99]）
- エレメンタリー ホームズ&ワトソン in NY（マイケル・ローワン〈デズモンド・ハリントン〉）
- OZ/オズ（ミゲル・アルバレス〈カーク・アセヴェド〉）※シーズン5以降
- オンエアー（イ・ギョンミン〈パク・ヨンハ〉）
- カムバック マドンナ〜私は伝説だ（チャ・ジウク〈キム・スンス〉）
- 奇皇后 〜ふたつの愛 涙の誓い〜（ヨム・ビョンス〈チャン・ウンイン〉）
- キス・オブ・デス（マット・コステロ〈ダニー・ダイア〉）
- キャッスル 〜ミステリー作家は事件がお好き シーズン1 #9,#10（ウィル・ソレンソン〈ベイリー・チェイス〉）
- グッド・ワイフ（ネイサン・ランドリー〈ペドロ・パスカル〉）
- グレイズ・アナトミー（ジョージ・オマリー〈T・R・ナイト〉）
- ゲーム・オブ・スローンズ（ダーリオ・ナハーリス〈ミキール・ハースマン〉）
- コールドケース6（ジェームズ・アディソン）
- ゴシップガール（ダミアン〈ケヴィン・ゼガーズ〉）
- GOTHAM/ゴッサム（ヒューゴ・ストレンジ教授〈B・D・ウォン〉）
- ザ・シューター（ボブ・リー・スワガー〈ライアン・フィリップ〉）
- THE VISITOR ザ・ビジター #1・2（タイラー・ウォールデン）
- CSI:14 科学捜査班 #14（エージェント シルヴァ〈バヤルド・デ・ムルギア〉）
- ジ・アメリカンズ（フィリップ・ジェニングス〈マシュー・リス〉）
- ジェシカ・ジョーンズ（キルグレイヴ〈デイヴィッド・テナント〉）
- The O.C.（D.J.〈ニコラス・ゴンザレス〉）
- シャイニング（ジョー）※ソフト版
- シンイ-信義-（チャン・ビン〈イ・フィリップ〉）
- 新ビバリーヒルズ青春白書（リアム・コート〈マット・ランター〉）
- スイッチ 〜運命のいたずら〜（アンジェロ〈ジル・マリーニ〉）
- SCORPION/スコーピオン シーズン1 #5、2 #23,#24、3 #4、4 #1,#2（マーク・コリンズ〈ジョシュア・レナード〉）
- スタートレック:ディスカバリー（アッシュ・タイラー〈シャザド・ラティフ〉）
- スティーヴン・キングのデスペレーション（スティーヴ・エイムズ〈スティーヴン・ウェバー〉）
- セックス・アンド・ザ・シティ シーズン3（ホテル受付）
- 戦争と平和（ピエール・ベズーホフ〈ポール・ダノ〉）
- ダークエイジ・ロマン 大聖堂（ジャック〈エディ・レッドメイン〉）
- 太王四神記（チョロ〈イ・フィリップ〉）
- TOUCH/タッチ（ボビー）
- 地上最強の美女たち!チャーリーズ・エンジェル シーズン3 #17・18（パオロ・ドネテリ）
- チャームド 〜魔女3姉妹〜 シーズン7（バイカス）
- チャイニーズ・ゴースト・ストーリー 其の壱〜其の四（ツァイ〈ダニエル・チャン〉）
  - 新チャイニーズ・ゴースト・ストーリー 其の壱〜其の四（ツァイ〈ダニエル・チャン〉）
- デクスター 〜警察官は殺人鬼（ジョーイ・クイン〈デズモンド・ハリントン〉）
- デスパレートな妻たち4（バレット）
- トーチウッド 人類不滅の日（キャプテン・ジャック・ハークネス〈ジョン・バロウマン〉）
- TWO WEEKS（イム・スンウ〈リュ・スヨン〉）
- 24 -TWENTY FOUR-
  - シーズン1（キース・パーマー〈ヴィセラス・レオン・シャノン〉）
  - リデンプション（ユッスー）
  - ファイナルシーズン（コール・オーティス〈フレディ・プリンゼ・ジュニア〉）
- 24:レガシー（アイザック・カーター〈アシュリー・トーマス〉）
- トレイター/TRAITOR 国を売った男（アルフレット・ヴィント〈タンベット・トゥイスク〉[100]）
- NUMBERS 天才数学者の事件ファイル（コルビー・グレンジャー〈ディラン・ブルーノ〉）
- バーン・ノーティス 元スパイの逆襲（ジョン）
- HAWAII FIVE-0 シーズン6 #25（デイ・ウォン〈サン・カン〉）
- ビッグ・リトル・ライズ（エド・マッケンジー〈アダム・スコット〉）
- ファンタスティック・カップル（トック）
- 4400 未知からの生還者（カイル・ボールドウィン〈チャド・ファウスト〉）
- 不滅の恋人（イ・ガン / チニャン大君〈チュ・サンウク〉[101]）
- プライベート・プラクティス5（ブライアン・ケリガン）
- プライミーバル 恐竜復活（スティーヴン・ハート〈ジェームズ・マレー〉）※ソフト版
- ブラインドスポット タトゥーの女（ロマン〈ルーク・ミッチェル〉）
- ブラザーズ&シスターズ（ルーク・ローラン〈ジル・マリーニ〉）
- ブラック・ミラー シーズン3 #2（クーパー〈ワイアット・ラッセル〉）
- フラッシュポイント -特殊機動隊SRU-（ハーラン・ゲディス、エバン・ヒューソン）
- FRINGE/フリンジ シーズン2 #5（ナヤック博士〈ラビ・カプール〉）
- フルハウス（イ・ヨンジェ〈RAIN（ピ）〉[102]）
- BONES（ジャレッド・ブース〈ブレンダン・フェア〉）
- ポイントプレザントの悪夢（ジェシー・パーカー〈サミュエル・ペイジ〉）
- ホテリアー（ハン・テジュン〈キム・スンウ〉）
- マーダーズ・イン・ビルディング（ベン〈ポール・ラッド〉[103][104]）
- ヤング・スーパーマン（オリバー・クィーン / グリーンアロー〈ジャスティン・ハートリー〉）
- ライ・トゥ・ミー 嘘は真実を語る（フランコ・ジェームズ・ヴィンセント、アル・ラーソン〈ジェイソン・スピサック〉）
- 私はラブ・リーガル #5（マイケル・フェルナンデス〈ケヴィン・アレハンドロ〉）

#### アニメ
- ATOM（ゾグ）
- イン・ヤン・ヨー!（フレイヴィア）
- ガーゴイルズ（ブルックリン、マリブ）
- ザ・バットマン（バットマン / ブルース・ウェイン）
- スター・ウォーズシリーズ
  - LEGO スター・ウォーズ:ドロイド・テイルズ（エージェント・カラス）
  - スター・ウォーズ 反乱者たち（ホビー、ストームトルーパー）
  - LEGO スター・ウォーズ/フリーメーカーの冒険（ストームトルーパー）
  - LEGO スター・ウォーズ/オールスターズ（キャシアン・アンドー）
- トムとジェリーシリーズ
  - トムとジェリーキッズ
  - トムとジェリー ロビン・フッド（ナレーション、リチャード王）
  - トムとジェリー スパイ・クエスト（バノン少佐）
- バットマン:ブレイブ&ボールド（惑星ズー・エン・アーのバットマン）
- ヘラクレス（男性）
- マイリトルポニー〜トモダチは魔法〜（ほそっちょドラゴン）
- ヤング・ジャスティス（バットマン）
- バットウィール（バットマン）
- 悪魔城ドラキュラ -キャッスルヴァニア-: 月夜のノクターン（オルロック）

### パチンコ
- CRフィーバースター・ウォーズ ダース・ベイダー降臨（ジャンゴ・フェット）

### 実写
- ラブルートゼロ コイゴコロ咲く花 イベントDVD

### CMナレーション
- 大塚食品 クリスタルガイザー
- 日本食研 ソラドレ。
- 三菱電機 霧ヶ峰
- NTT東日本 もっと深く篇、もっと強く篇
- スバル フォレスター 雪道走破篇
- アサヒビール スーパードライ ドライプレミアム
- 出光興産 ニソン製油所篇
- ネスカフェ ゴールドブレンド バリスタi
- ダスキン メリーメイド 家事おてつだいサービス

### その他コンテンツ
- ウエスタンリバー鉄道（アナウンス）
- スター・ツアーズ:ザ・アドベンチャーズ・コンティニュー（AC-38、ストームトルーパー）
- 世界が騒然!本当にあった（秘）ミステリー（声の出演）
- ダークサイドミステリー「侵入率100％！ひとりで世界に挑んだ男 〜伝説の天才ハッカー・アイスマン〜」（アイスマン、2020年9月26日放送）
- トイ・ストーリー 20周年スペシャル：無限の彼方へ さぁ行くぞ!（アソシエイト・テクニカルディレクター エベン・オストビー）
- ファイナルファンタジーXIII-2（映像動画）「ロストレポート」（リグディ）
- ロバート秋山のクリエイターズ・ファイル No.27 「声優 二木陽次」[105]

## ディスコグラフィ

### キャラクターソング
| 発売日   | 商品名                                                                  | 歌                                                                                 | 楽曲                                                                 | 備考                                                      |
| 1999年   | 1999年                                                                  | 1999年                                                                             | 1999年                                                               | 1999年                                                    |
| -------- | ----------------------------------------------------------------------- | ---------------------------------------------------------------------------------- | -------------------------------------------------------------------- | --------------------------------------------------------- |
| 7月31日  | 東京魔人學園 退魔陣〜桜月夜                                             | 遠野杏子（田村ゆかり）、柊（加瀬康之）                                             | 「あの日、あなたとわたしに降り注いだやさしい雪」                     | ドラマCD『東京魔人學園退魔陣』関連曲                      |
| 7月31日  | 東京魔人學園 退魔陣〜桜月夜                                             | 柊（加瀬康之）                                                                     | 「あの日、あなたとわたしに降り注いだやさしい雪（男声ヴァージョン）」 | ドラマCD『東京魔人學園退魔陣』関連曲                      |
| 2000年   |                                                                         |                                                                                    |                                                                      |                                                           |
| 5月17日  | トラブルチョコレート Bestアルバム じゅうぶんです！                      | トリュフ（加瀬康之）                                                               | 「FORTUNE」                                                          | テレビアニメ『トラブルチョコレート』関連曲                |
| 2007年   |                                                                         |                                                                                    |                                                                      |                                                           |
| 6月30日  | 花宵ロマネスク キャラクターソング&ドラマ「囁き〜Whisper of wind」       | 桜沢響（加瀬康之）                                                                 | 「囁き〜Whisper of wind」                                            | ゲーム『花宵ロマネスク』関連曲                            |
| 2009年   |                                                                         |                                                                                    |                                                                      |                                                           |
| 3月26日  | ラブルートゼロ キャラクターソング&ドラマ「ラストノート」                | 西岡彗（菅沼久義）、西岡輝正（加瀬康之）                                           | 「ラストノート」                                                     | ドラマCD『ラブルートゼロ』関連曲                          |
| 2011年   |                                                                         |                                                                                    |                                                                      |                                                           |
| 4月6日   | イナズマイレブン キャラクターソングオリジナルアルバム                   | 染岡竜吾（加瀬康之）、飛鷹征矢（峯暢也）、不動明王（梶裕貴）、綱海条介（阪口周平） | 「Bad Boys Brother's Blues 〜海と漢と侠とモヒカン〜」                | テレビアニメ『イナズマイレブン』関連曲                    |
| 2011年   |                                                                         |                                                                                    |                                                                      |                                                           |
| 1月25日  | イナズマイレブンGO キャラクターソング オリジナルアルバム                | 円堂守（竹内順子）、染岡竜吾（加瀬康之）                                           | 「あの樹の下に集まろう！」                                           | テレビアニメ『イナズマイレブンGO』関連曲                  |
| 11月28日 | 『イナズマオールスターズ×TPK』キャラクターソングアルバム「マジで感謝!」 | 豪炎寺修也（野島裕史）、染岡竜吾（加瀬康之）、吹雪士郎（宮野真守）                 | 「炎のプライド」                                                     | テレビアニメ『イナズマイレブンGO クロノ・ストーン』関連曲 |
| 11月28日 | 『イナズマオールスターズ×TPK』キャラクターソングアルバム「マジで感謝!」 | イナズマオールスターズ                                                             | 「マジで感謝! from イナズマオールスターズ 」                         | テレビアニメ『イナズマイレブンGO クロノ・ストーン』関連曲 |

### その他参加楽曲
| 発売日         | 商品名             | 歌                                                                                           | 楽曲                    | 備考                               |
| -------------- | ------------------ | -------------------------------------------------------------------------------------------- | ----------------------- | ---------------------------------- |
| 1998年11月18日 | 東京魔人學園奏楽抄 | 堀江由衣、浅川悠、川鍋雅樹、石黒貴之、笹沼晃、加瀬康之、斉藤周、小上裕通、津村まこと、永迫舞 | 「真神学園校歌 桜之社」 | ゲーム『東京魔人學園剣風帖』挿入歌 |

### シリーズ一覧
1. ↑  第2シリーズ（2005年 - 2006年）、第3シリーズ（2008年）
2. ↑  第1期（2006年 - 2007年）、第2期『R2』（2008年）
3. ↑  第3期『Great Guardians』（2008年）、第4期『XTREME XECUTOR』（2010年）
4. ↑  『イナズマイレブン』（2008年 - 2011年）
【イナズマイレブンGO】
第1期（2011年 - 2012年）、第2期『クロノ・ストーン』（2012年）
5. ↑  第3期『三鼎』（2008年）、第4期『宵伽』（2017年）
6. ↑  第1期（2008年）、第2期『夜桜四重奏 〜ハナノウタ〜』（2013年）
7. ↑  第1期（2008年）、第2期『CAPU2』（2008年）
8. ↑  第1期（2009年 - 2012年）、第2期『ゆめキラドリーム』（2012年 - 2013年）、第3期『みらくるフレンズ』（2013年 - 2014年）、第4期『GO-GO たまごっち!』（2014年 - 2015年）
9. ↑  第1期（2010年 - 2012年）、第2期（2014年）、第3期（2019年）
10. ↑  【2011年版『カードファイト!! ヴァンガード』シリーズ】

第3期『リンクジョーカー編』（2013年）

【『カードファイト!! ヴァンガードG』シリーズ】

第2期『ギアースクライシス編』（2016年）

【2018年版『カードファイト!! ヴァンガード』シリーズ】

続・高校生編（2019年）、新右衛門編（2019年 - 2020年）、『外伝 イフ-if-』（2020年）
11. ↑  第1期（2016年）、第2期『-助六再び篇-』（2017年）
12. ↑  シーズン1（2017年 - 2018年）、シーズン2（2018年）
13. ↑  『アレスの天秤』（2018年）、続編『オリオンの刻印』（2019年）
14. ↑  Season 1:第1クール（2022年）、Season 1:第2クール（2022年）、Season 2（2023年）
15. ↑  第1期（2023年）、第2期（2024年）
16. ↑  シーズン1（2024年）、シーズン2（2024年）
17. ↑  『イナズマイレブン』（2008年）、『2 脅威の侵略者 ファイア/ブリザード』（2009年）、『3 世界への挑戦!! スパーク/ボンバー/ジ・オーガ』（2010年）
18. ↑  『ストライカーズ』『2012エクストリーム』（2011年）、『GO 2013』（2012年）
19. ↑  『グランブルーファンタジー』（2019年 - 2024年）、『ヴァーサス -ライジング-』（2023年）

### 初出話一覧
1. ↑  第15話初出
2. 1 2  第4話初出
3. ↑  第7話初出
4. 1 2  第1話初出
5. 1 2 3 4  第2話初出
6. ↑  第8話初出
7. ↑  第9話初出
8. ↑  第352話初出
9. 1 2 3  第6話初出

### ユニットメンバー
1. ↑  円堂守（竹内順子）、染岡竜吾（加瀬康之）、松風天馬（寺崎裕香）、剣城京介（大原崇）、神童拓人（斎賀みつき）